# Angela Keppler
Angela Keppler (* 6. Dezember 1954 in Niederstetten) ist eine deutsche Soziologin und Hochschullehrerin.

## Leben
Keppler studierte Politikwissenschaft, Soziologie und Ethnologie an den Universitäten Heidelberg und Konstanz. Sie promovierte 1984 bei Thomas Luckmann im Fach Soziologie an der Universität Konstanz. Dort folgte 1993 auch ihre Habilitation. 1995 bis 1997 war sie als Heisenberg-Stipendiatin der Deutschen Forschungsgemeinschaft am Institut für Soziologie der Universität Hamburg und nahm Gastprofessuren an der Universität Wien wahr. 1997 nahm sie einen Ruf der TU Dresden als Professorin für Allgemeine Kommunikationswissenschaft mit Schwerpunkt Rezeptionsforschung an. Seit 2001 war sie Professorin für Medien- und Kommunikationswissenschaft an der Universität Mannheim. Nach dem Erreichen der Altersgrenze wurde ihr Lehrstuhl von Theresa K. Naab übernommen.
Sie war seit 2007 Mitglied des Kollegiums des Instituts für Sozialforschung an der Johann Wolfgang Goethe-Universität Frankfurt am Main und seit 2011 Assoziiertes Mitglied des Exzellenzclusters „Die Herausbildung normativer Ordnungen“ der Goethe-Universität. Seit 2010 war sie Vertrauensdozentin der Heinrich-Böll-Stiftung.
Keppler ist verheiratet mit dem Philosophen und Hochschullehrer Martin Seel und Mutter eines Sohnes.

## Forschungsschwerpunkte
Angela Kepplers Forschungsschwerpunkte sind Medien- und Kultursoziologie, Fernsehtheorie und Fernsehanalyse, Wissenssoziologie und Konversationsanalyse, Filmtheorie und Filmanalyse.

## Werke
- Präsentation und Information. Zur politischen Berichterstattung im Fernsehen. Gunter Narr Verlag, Tübingen, 1985, ISBN 978-3-87808-878-3
- Tischgespräche. Über Formen kommunikativer Vergemeinschaftung am Beispiel der Konversation in Familien.[2] Suhrkamp, Frankfurt am Main, 1994, ISBN 978-3-518-28732-3
- Wirklicher als die Wirklichkeit? Das neue Realitätsprinzip der Fernsehunterhaltung. Fischer, Frankfurt am Main, 1994, ISBN 978-3-596-12258-5
- Mediale Gegenwart. Eine Theorie des Fernsehens am Beispiel der Darstellung von Gewalt. Suhrkamp, Frankfurt am Main, 2006, ISBN 978-3-518-29390-4